# Episodi di Robin Hood (serie animata)

Will, Winnifred e Barbara, Marian e Robin, Little John e Mutch.

Questa è la lista degli episodi dell'anime Robin Hood, realizzato dallo Studio di produzione Tatsunoko su commissione di Mondo TV; la storia è un adattamento del romanzo postumo Robin Hood il proscritto di Alexandre Dumas il quale riprende a sua volta il personaggio della leggenda e del folklore Robin Hood. In questa versione Robin e suoi alleati sono prevalentemente ragazzini appena adolescenti.

Realizzata in 52 episodi, la serie è stata trasmessa per la prima volta a partire da luglio 1990, con interruzioni, sul network NHK BS2. In Italia invece è arrivata nel 1991 su Canale 5 ed è stata successivamente replicata su Italia 1 la mattina presto. 

## Lista episodi
| Nº | Titolo italiano Giapponese 「Kanji」 - Rōmaji | In onda           | In onda |
| Nº | Titolo italiano Giapponese 「Kanji」 - Rōmaji | Giapponese        |         |
| 1  | Nasce l'eroe del bosco 「森のエトランゼ」 - mori no etoranze | 29 luglio 1990    |         |
| 1  | Dopo che il castello in cui abitavano è stato dato alle fiamme per ordine di Lord Alwin, Robin e i suoi tre cugini, Will, Winifred e Barbara, fuggono in direzione della foresta di Sherwood in cerca di riparo. Qui incontrano prima una strana ma gioviale figura di monaco di nome Tuck, poi la banda di fuorilegge capitanata da Big John (ribattezzato subito da Robin Little John) ed infine la dolce ed assennata Lady Marion, giovanetta il cui destino pare esser quello di cader prigioniera nelle avide mani del vescovo. |                   |         |
| 2  | La foresta misteriosa 「不思議の森・シャーウッド」 - fushigi no mori. shauddo | 5 agosto 1990     |         |
| 2  | Marion chiama Fang il piccolo scoiattolo volante appollaiato sulla spalla di Robin e, dopo essersi congedata dal ragazzo, s'incammina tutta sola in direzione della propria dimora; intanto Mutch, mentre sta lucidando la croce d'oro sottratta a Marion con le spalle rivolte al laghetto, attira un "mostro marino" che lo fa fuggire a gambe levate. Tuck si offre d'ospitare i nuovi abitanti della foresta, ma Robin gentilmente declina l'invito, non volendo mettere per colpa loro in pericolo la sicurezza dell'uomo: devono trovarsi un posto tranquillo in cui poter vivere da soli. Sulle rive dello specchio d'acqua, mentre tutti attendono con impazienza l'apparizione del mostro visto da Mutch, vengono proditoriamente attaccati dai soldati inviati dal barone; tutto ad un tratto lo strano essere marino - del tutto simile ad un gigantesco pesce gatto - appare, costringendo ad una precipitosa ritirata gli assalitori. Mentre Robin tenta di portare in salvo Barbara e Winnifred, rimaste appollaiate sopra un tronco d'albero nel bel mezzo del laghetto, viene trascinato in profondità dalla corrente impetuosa; sott'acqua riesce a toglier una lancia conficcatasi nel corpo dell'enorme pesce e poi sulla sua groppa riappare in superficie. Intanto, in lontananza, Marian viene aggredita da un branco di lupi inferociti, ma è protetta da Gilbert comparso giusto in tempo. |                   |         |
| 3  | Robin e Gilbert rivali 「稲妻の彼方に」 - inaduma no kanata ni | 12 agosto 1990    |         |
| 3  | Robin torna al proprio castello per accertarsi con i propri occhi dell'accaduto; trova solamente rovine e distruzione. Gilbert intanto, dopo aver lasciato Marian, anch'egli vi si dirige e, davanti al ritratto bruciacchiato del padre di Robin, incontra il proprio avversario; dopo aver schivato una freccia scoccatagli contro lo sfida ed ingaggia con lui un duello con la spada: ha in poco tempo facilmente la meglio. Nel frattempo Will, anche lui diretto al castello, trova Marian in difficoltà; le porge il suo aiuto e la riporta indietro con sé. Gilbert non riesce a tendere l'arco di Robin per colpirlo; il ragazzo allora approfitta d'un momento di distrazione per coglierlo di sorpresa, ma Gilbert è troppo abile. Dopo aver fatto a pezzi il ritratto del padre di Robin, lo lascia libero di andarsene: "Ora conosci l'infamia d'esser stato risparmiato, caro Robert. Addio!". |                   |         |
| 4  | In cerca di una dimora 「遠く遥かな調べ」 - tōku haruka na shirabe | 19 agosto 1990    |         |
| 4  | Le ragazze sono stanche di dormire all'addiaccio, tra ragni ed insetti di tutte le specie; s'incamminano pertanto tutti alla ricerca d'un luogo adatto per potervi costruire una casetta: molto colpito dallo scontro avuto con Gilbert, Robin decide di irrobustirsi ed esercitarsi per poter affrontarlo nuovamente con qualche speranza di successo. Il vescovo intanto propone una bella caccia all'uomo con una muta di cani feroci. Dopo molto cercare Robin trova una galleria segreta dietro ad una cascata che li conduce, attraverso un passaggio celato alla vista, ad uno spiazzo: qui pensano di edificarsi una baracca di legno. Marian, che è tornata indietro, viene assalita dai cani ma portata in salvo appena in tempo da Robin; alla fine il ragazzo riesce a schivare anche i lupi e a svignarsela. Tornano assieme al rifugio per aiutar a costruire la loro nuova abitazione. |                   |         |
| 5  | Arriva il giustiziere 「無言の凶戦士」 - mugon no kyō senshi | 26 agosto 1990    |         |
| 5  | Davanti al barone si presenta Guy di Gisburne, valoroso soldato di ventura, accompagnato dai due fidi aiutanti; gli viene affidato l'incarico di recuperare Marian, togliendola dalle mani dei "banditi della foresta". I tre cacciatori di taglie, armati di tutto punto s'incamminano e incontrano Robin e Will mentre questi si trovano in uno dei rifugi segreti della banda di "Big John". L'inseguimento è senza un attimo di respiro e nessun tranello o trappola messa in atto dai ragazzi sembra in grado di fermare i tre uomini. Intanto le ragazze, uscite per raccoglier funghi, vengono catturate e prese in ostaggio da Guy per fare da esca; dopo aver fatto tutti prigionieri tranne Mutch mangiano però i cosiddetti "funghi della ridarella" che li fanno sghignazzare a crepapelle. Messi così KO, legati ad una zattera sono rispediti al mittente via fiume. |                   |         |
| 6  | Banditi-gentiluomini 「やっぱり山賊やっぱり貴族」 - yappari sanzoku yappari kizoku | 2 settembre 1990  |         |
| 6  | Marian ripensa preoccupata alla preziosa croce d'oro, un caro ricordo di famiglia, andata smarrita; nello stesso momento Little John s'accorge dell'oggetto nelle mani di Mutch e se ne appropria. Robin e Will, andati in cerca di cibarie, assistono all'assalto - da parte della banda della foresta - d'un carro portavalori di proprietà del barone e subito dopo vengono invitti a partecipare al banchetto per festeggiar la buona riuscita dell'impresa. Presto Robin si trova però ad aver un violento alterco con Little John, il ragazzo non pensa difatti sia corretto - né tanto meno degno di onore - fare scorrerie e depredare alla cieca la gente che passa attraverso il bosco di tutto quel che possiede. Una carovana di mercanti inermi sta per esser aggredita e Robin pensa a come poter fermare il "carro armato" di legno di Little John: piazzatosi in mezzo al sentiero con una freccia ben indirizzata ne devia il percorso mandandolo però a schiantarsi poco lontano per sbaglio. |                   |         |
| 7  | Winnifred in pericolo 「背徳の道化師」 - haitoku no dōkeshi | 9 settembre 1990  |         |
| 7  | A Gilbert è assegnato il compito di ricondurre Marian a Nottingham; anche se le pretese del vescovo gli ripugnano il cavaliere è costretto ad accettare, a causa del giuramento di fedeltà nei confronti del barone. Intanto Little John ha appena regalato la croce d'oro alla sua amata Winnifred e questa, scambiata per l'erede dei Lancaster, viene rapita da Gilbert e portata via a cavallo. Sulla via del ritorno gli capita però d'incontrare la vera Marian e, compreso l'equivoco, scompare dalla sua vista. La ragazza sta seriamente pensando di consegnarsi di propria spontanea volontà al barone, per offrirsi come ostaggio in cambio della liberazione della cara amica che per errore è stata creduta esser lei. Robin, saputo da Mutch del rapimento della cugina, si scontra di nuovo con Gilbert ma purtroppo, l'avversario ha la meglio. Al castello il barone ha finalmente nelle sue mani la croce tanto bramata che i Lancaster si tramandano gelosamente, mentre il vescovo crede che Winnifred sia Marian. |                   |         |
| 8  | Verso Nottingham 「突撃！ノッチンガム城」 - totsugeki! nocchingamu shiro | 16 settembre 1990 |         |
| 8  | Gilbert, che comprende finalmente di essere "un pagliaccio che si crede cavaliere", sempre più affascinato da Marian non riesce a dimenticarla; ha deciso pertanto, nel tentativo di scacciarla dai propri pensieri, di non mettere mai più piede nella foresta. Affidata Barbara alle cure di Tuck, Will e Robin si dirigono verso Nottingham, e presto Little John e Mutch si uniscono a loro con un carro da guerra sottomarino appena costruito. Giunti in città sfondano tutte le difese, ma il barone ha già predisposto la propria arma segreta, una macchina che lancia botti incendiarie. Distrutto il loro carro da guerra i ragazzi rimangono appiedati, ma con una freccia Robin mette fuori uso il "drago sputafuoco" del barone. Dopo che i quattro ragazzi sono stati accerchiati ecco comparire Marian, giusto in tempo per salvarli; la giovinetta si fa subito condurre al cospetto del vescovo e del barone permettendo in tal modo la fuga degli amici. Saputo che Winnifred è una superstite degli Huntington, il barone la fa trascinare nei sotterranei e fa sguinzagliare i soldati in cerca degli altri. |                   |         |
| 9  | Ieri nemici, oggi amici? 「裏切りの紳士」 - uragiri no shinshi | 23 settembre 1990 |         |
| 9  | La soldataglia del barone setaccia le strade alla ricerca dei "banditi"; Robin e Will giunti in un vicolo cieco vengono fatti passare dai tetti da due ragazzi, mentre Marian al castello cerca di pugnalare il barone ma viene fermata da Gilbert: finisce così anche lei nelle segrete. Gli sconosciuti accompagnano i cugini da un commerciante vecchio amico del loro padre morto; ma questi somministra loro un potente sonnifero, è difatti una spia del barone; pensa difatti di portar i persona ad Alwine i due prigionieri per intascare una lauta ricompensa. Gilbert, sempre più turbato nello spirito, ha un colloquio con Marian in prigione; il vescovo intanto inizia i preparativi per adottare legalmente Marian e poter così impadronirsi di tutti i suoi beni in maniera ufficiale. Robin, liberato da Little John, propone all'avversario un patto: metter provvisoriamente da parte i passati screzi e ripicche ed allearsi per liberare entrambe le fanciulle cadute nelle mani di Alwine e diventare amici. |                   |         |
| 10 | Un'ardua impresa 「暗黒の塔」 - ankoku no tō | 30 settembre 1990 |         |
| 10 | I quattro protagonisti, ormai tutti amici, agiscono insieme; mentre iniziano la scalata delle mura del castello Marian riceve da parte dei genitori un abito da indossare durante la cerimonia, ma tra le sue pieghe si cela un pugnale e Gilbert, in crisi, non fa nulla per sottrarglielo. Il barone ha in serbo un tranello per trarre in inganno Robin e gli altri; due uomini incappucciati debbono farsi notare mentre conducono una finta Marian fin sulla vetta della torre per esser apparentemente decapitata: Robin accorre sul posto assieme ai compagni e vengono in tal modo accerchiati. Un attimo prima di poter mettersi in salvo gettandosi giù nel fiume impetuoso pare però esser colpito da una freccia di balestra. |                   |         |
| 11 | Nostalgia del passato 「略奪された四人の花嫁！？」 - ryakudatsu sareta yonin no hanayome!?) | 7 ottobre 1990    |         |
| 11 | Per un soffio Robin è scampato al dardo mortale, ma Marian lo crede oramai spacciato e non riesce a placare la sua disperazione; affida un ultimo messaggio ad un piccione viaggiatore rivolto agli abitanti della foresta, il tutto osservata con discrezione da Gilbert. Tornati verso il centro abitato l'erede degli Huntington confessa finalmente a se stesso, prima ancora che ai compagni, d'esser pazzamente innamorato di Marian; Mutch, afferrato dalla nostalgia, riflette seriamente sulla possibilità di sposarsi e metter la testa a posto. Venuto a sapere che alcune fanciulle stanno per esser inviate al castello, destinate a servire in qualità di domestiche (e sapendo già che non rivedranno più i rispettivi fidanzati si preparano a sposarsi prima d'esser definitivamente separati), Robin non riesce a trattenersi davanti a questo sopruso senza far nulla e, uscito dal proprio nascondiglio, mette in fuga il drappello dei soldati. Ora però il barone sa dove si trovano i ragazzi. |                   |         |
| 12 | Il gran travestimento 「絶望のウェディングベル」 - zetsubō no uedeinguberu | 14 ottobre 1990   |         |
| 12 | Travestiti da fanciulle Robin e i tre compagni s'introducono facilmente al castello per partecipare ai preparativi della festa d'adozione indetta dal vescovo; Little John viene scelto per occuparsi personalmente di Marian, mentre gli altri finiscono alle cucine a pelar patate. Approfittando d'un momento di disattenzione delle guardie Mutch corre alla rampa di lancio del torrione col compito di far esplodere la polvere da sparo ivi immagazzinata; Will si dirige alle prigioni in cerca di Winnifred, e Robin in cerca di Little John. Mentre il povero Mutch in abiti da donna è costretto a subire la corte serrata di una giovane sentinella appostata sulla torre, Gilbert smaschera Robin |                   |         |
| 13 | Un'adozione mandata a monte 「こわれてめでたい結婚式！」 - kowaretemedetai kekkonshiki!) | 21 ottobre 1990   |         |
| 13 | Gilbert e Robin s'affrontano ed inseguono; Mutch, finalmente liberatosi dal soldato che vuole chiederlo in moglie, s'appresta a appiccar l'incendio ma proprio allora un'improvvisa folata di vento spegne la candela. Will e Winnifred sono già stati condotti in catene dal barone e, prima d'esser incoronata, Marian ancora una volta attenta alla vita del barone, ma inutilmente. Proprio nel momento in cui, disperata, sta per por fine alla propria vita con le sue stesse mani e raggiungere Robin in paradiso credendolo morto, quest'ultimo entra nella cappella ed interrompe la cerimonia. Gilbert ingaggia un duello all'ultimo sangue con lui e sta per colpirlo quando Marian si frappone; colpito dall'accusa della ragazza che lo chiama vigliacco, si rifiuta d'eseguire gli ordini del barone: "Io sono un nobile cavaliere, non un lacchè senza ideali! La mia coscienza non mi permette di accettare simili bassezze". Dopo di che libera dai ceppi i cugini di Robin. I prigionieri liberati da Little John intanto cominciano a distruggere tutto, mentre con una freccia ben assestata Robin manda in frantumi la corona destinata a Marian: mentre Gilbert viene messo agli arresti, i protagonisti si recano tutti insieme fuori dal palazzo, dove li aspettano gioiosi Tuck e Barbara. |                   |         |
| 14 | L'alba di un nuovo giorno 「朝焼けのシルエット」 - asayake no shiruetto | 11 novembre 1990  |         |
| 14 | Il barone fa mettere trappole in tutta la foresta. La piccola Barbara cerca di rendersi utile come meglio può, ma i suoi sforzi non sembrano venir apprezzati a sufficienza dagli altri; dopo che anche Little John la manda via, credendo di non servire a nessuno ed anzi esser null'altro che un peso per tutti, si dirige verso il folto della boscaglia. Libera un lupacchiotto caduto prigioniero di una tagliola e fascia la sua zampina ferita; dopo esser caduta in un burrone si fa male ad una gamba ed il cucciolo non l'abbandona ma rimane vicino a lei. L'animale si fa seguire da Robin e gli altri, preoccupati per la lunga assenza della bambina, e li conduce da lei, poi torna da mamma lupa. |                   |         |
| 15 | Un ritorno inaspettato 「過去からの贈物」 - kako karano okurimono | 18 novembre 1990  |         |
| 15 | Un giorno Robin nota abbeverarsi sulle rive di un laghetto il suo amato destriero, un cavallo bianco con un ciuffo nero sulla criniera che credeva oramai perduto: l'animale era scomparso subito dopo l'incidente occorso ai suoi genitori ed in cui era rimasta uccisa anche la madre dell'animale. Il cavallo però pare non riconoscerlo, anzi lo aggredisce; addolorato, Robin non si rassegna e rimane appostato. Dopo molti sforzi il ragazzo comprende il dolore provato dalla bestia, sentitasi abbandonata dal padroncino proprio del momento di maggior bisogno; in seguito riesce anche a far capire a Robin che quel giorno la carrozza in cui viaggiavano i genitori non è stata vittima d'un incidente, bensì d'un attentato ordito dal perfido Lord Alwine. Da quel momento in avanti l'erede degli Huntington ha un motivo in più per combattere senza tregua il barone. |                   |         |
| 16 | Gilbert, addio 「霧の中のさよなら」 - kiri no nakano sayonara | 25 novembre 1990  |         |
| 16 | Il vescovo preme perché Gilbert sia senza esitazione giustiziato, mentre Alwine dal canto suo è più propenso ad esser clemente e concedergli un'altra possibilità; ma il cavaliere evade dalla prigione in cui era stato relegato e in groppa al suo nero destriero esca al galoppo dal castello, non prima però d'esser colpito alla schiena da un dardo di balestra lanciatogli contro dal barone. Marion nel frattempo comincia ad esser addestrata da Little John nell'uso della spada: vuol diventare una provetta guerriera per potersi così vendicare con le proprie mani di Alwine e far colpo su Robin. Giunge però Gilbert che riesce a trascinarla via con sé; ora che non è più a servizio del barone il cavaliere vuole offrire i propri servigi alla principessa. Sorpresi in un luogo sperduto da un terribile uragano i due vengono trascinati fin sull'orlo di un dirupo; qui Robin, che li ha seguiti, riesce a portar in salvo la ragazza ma non l'ex nemico che vede così precipitare (finalmente) nel burrone. |                   |         |
| 17 | Un pasto pericoloso! 「涙、涙の山賊根性！」 - namida, namida no sanzoku konjō!) | 2 dicembre 1990   |         |
| 17 | Marion, tagliatisi i capelli e gettato il proprio vestito da nobile, pare trasformata sia nell'aspetto esteriore che nel carattere, intanto Wilfred s'esercita con Mutch nell'arte del combattimento corpo a corpo; dopo aver saccheggiato un carro pieno di manicaretto la banda di Little John non attende un attimo per riempirsi la pancia ed in men che non si dica cadono a terra in preda a lancinanti dolori di stomaco. Tuck capisce che sono rimasti vittime di un avvelenamento - una trappola ordita dal barone - e li informa che per neutralizzarne gli effetti occorre ingerire una gran quantità di sale; se non riusciranno a trovarlo prima di sera saranno tutti spacciati. Solo Little John conosce il luogo esatto dove poterlo trovare; sempre più affaticato e sofferente riesce dopo notevoli sforzi ad arrivare sulla riva d'una pozza d'acqua in mezzo ai monti, con Robin e Will: lì prendono il sale loro necessario e tornano di gran carriera indietro. Di nuovo in forma perfetta i ragazzi possono affrontare meglio di prima gli sgherri del barone. |                   |         |
| 18 | Frate Tuck in azione 「この緑 誰のもの！？」 - kono midori dare nomono!?) | 9 dicembre 1990   |         |
| 18 | Frate Tuck si comporta in una maniera strana, è silenzioso e non dice dove va; Robin e Will si mettono a pedinarlo fino al podere di una signora; ella ha due figli che litigano per il possesso della terra e a Tuck è stato chiesto aiuto per cercar di portar pacificazione. Dopo che il padre è morto qualcuno ha messo i due giovani l'uno contro l'altro prospettando loro un facile arricchimento con i campi appena ereditati; da buoni e assennati che erano ora paiono soltanto animati da sentimenti di odio reciproco. I ragazzi scoprono che Tuck ha preso tanto a cuore la causa della donna anche perché questa somiglia moltissimo alla sua defunta madre. Alcune spie del barone - vi è lui difatti dietro al tentativo di espropriare la famiglia dei suoi beni legittimi - prendono il posto dei compagni d'uno dei due fratelli per aizzare lo scontro e metter zizzania, ma vengono smascherati e Tuck con l'aiuto di Robin riesce a riporta la calma e l'armonia. |                   |         |
| 19 | Magie nel bosco 「魔法使いの来た日」 - mahōtsukai no kita nichi | 16 dicembre 1990  |         |
| 19 | Robin assiste ad un misterioso rituale eseguito da una giovane donna di nome Erika la quale lo prega di non rivelar nulla di ciò che ha appena veduto ad alcuno; poco dopo si alza la nebbia e Marion vede il ragazzo scomparire nel nulla davanti ai propri occhi, come preso da un sortilegio. Si ritrovano in seguito tutti davanti alla ragazza e ad un uomo che dice d'esser suo padre: sono dei carbonai raccoglitori di legna ed Erika stava pregando, quando è stata sorpresa, lo spirito del bosco. Mentre Marian comincia ad esser gelosa di Erika, che sembra interessata a Robin, quest'ultimo si mostra inquieto, sospetta che la ragazza possa essere una maga. Quella notte la giovane esce dal tronco del grande albero e chiede a Robin di scegliere un arbusto da piantare lì vicino; il ragazzo deve però decidere il tipo di pianta più adatto alla natura del luogo prima che sia stata effettuata nel forno acceso quella sera la combustione completa della legna da trasformare in carbone: in caso contrario nessuno di loro potrà più tornare indietro nel proprio mondo! Robin capisce che la pianta da scegliere non può esser di un tipo comune e la soluzione è presto trovata: "Chi sono io per arrogarmi il diritto di sceglierla? La Natura non sbaglia mai... sarà lei allora a decidere qual è la pianta più adatta" Erika ringrazia Robin per la sua risposta e scompare nel tronco, dopo aver salutato il ragazzo con un bacio. La mattina seguente il tronco del grande albero è tutto ricoperto di fiori, mentre i due carbonari sono spariti.                                                                                |                   |         |
| 20 | Marian contro Alwine 「恨みの心に弓が泣く」 - urami no kokoro ni yumi ga naku | 23 dicembre 1990  |         |
| 20 | Alwine alla testa di una colonna di soldati entra nella foresta; sta accompagnando il conte a caccia di cervi e Marion si lancia contro di lui. Dopo essersi sfidati il barone riesce a sorprendere alle spalle la ragazza e sta per ucciderla quando Robin s'interpone, iniziando così un duello che si protrae fin sopra a quello che pare a tutta prima un fiume di sabbia. Il ragazzo non riesce però a scoccare la freccia fatale contro l'odiato nemico; d'un tratto, dalle sabbie mobili che si aprono sotto i loro piedi appare un gigantesco mostro insettivoro in attesa di catturarli. I due avversari si aiutano reciprocamente utilizzando la frusta del barone come fune, ma poi l'uomo tenta d'ingannarlo per farlo cadere nei tentacoli del mostro divoratore; per fortuna interviene Marion che aiuta Robin a porsi in salvo. Infine il ragazzo non permette che il barone sia lasciato tra le fauci del mostro e cerca di tirarlo su: Marion, divorata com'è da sentimenti di odio e vendetta, non riesce a tendere come vorrebbe l'arco del ragazzo per scagliar una freccia al cuore di Alwine. La ragazza scoppia in lacrime e se ne va, lasciando il povero Robin più che mai perplesso. |                   |         |
| 21 | Il ferocissimo leone 「こんにちは森の王様」 - konnichiha mori no ōsama | 13 gennaio 1991   |         |
| 21 | Il barone fa liberare una belva feroce nella foresta; si tratta di un leone di nome Nero che ha già ucciso due abilissimi domatori. Marion continua ad addestrarsi nel combattimento con la spada, mentre poco lontano Barbara, impaurita dall'animale, cade nel fiume e viene trascinata via dalla corrente impetuosa: ma davanti alla bambina il leone pare aver perduto tutta la sua ferocia e ruggendo sopra ad una roccia avvisa Robin del pericolo, che così può accorrere e salvar la cuginetta dall'annegamento. Presentatosi poi anche davanti a Marion, Robin sta per scoccar contro l'animale una freccia, ma Barbara si pone in difesa del felino; gli dà anzi da mangiare una bisteccona ed il leone gli lecca la faccia felice con estrema gratitudine. L'enigma è presto risolto: la bestia ha visto nella bambina la figlioletta morta del padrone a cui era tanto legato quand'era ancora un cucciolo. Dopo aver messo in fuga la truppa del barone scagliatasi contro i ragazzi, l'animale viene restituito al legittimo proprietario. |                   |         |
| 22 | Spettri in agguato 「亡霊の棲む館」 - bōrei no sumu kan | 20 gennaio 1991   |         |
| 22 | Nei pressi delle rovine di un'antica dimora Mutch viene terrorizzato da una figura spettrale e Marion chiede a tutti di recarsi insieme a verificare di persona; nel frattempo al castello il barone, vedendo il vescovo abbigliato in modo strano e con una maschera sul volto, lo fa seguire. Il conte proprietario di quelle terre era un misantropo, condotto alla pazzia dall'estrema solitudine e morto suicida dopo che i suoi contadini stanchi di angherie e soprusi gli si erano rivoltati contro. Infiltratisi nell'abitazione Marion si getta all'inseguimento di un'ombra, ma precipita attraverso un passaggio segreto che conduce ai sotterranei; il luogo è in realtà un ritrovo in cui vengono messi all'asta oggetti rubati, e vi partecipa anche il vescovo. Mentre sta per esser giustiziata dalle spie di Alwine che hanno appena appiccato il fuoco, Marion viene difesa da un'armatura al cui interno alla ragazza pare di scorgere gli occhi di Gilbert. Infine giunge anche Robin che riesce a portar in salvo tra le braccia la fanciulla svenuta: ella pare aver utilizzato un suo specialissimo potere che le ha consumato tutte le energie. |                   |         |
| 23 | Tempesta a Nottingham 「炎の超常能力」 - honoo no chōjōnōryoku | 27 gennaio 1991   |         |
| 23 | Alwine ha appena fatto mettere a punto una nuova arma, un ordigno che spara enormi proiettili esplosivi; minacciando di usarla si scaglia contro una famiglia ordinando che vengano cedute a lui le terre. Il figlio minore si reca da Robin, dando inizialmente al ragazzo la colpa di ciò che sta accadendo, per aver fatto arrabbiare il barone il quale ha iniziato ad espropriare i poderi dei contadini che non sono in grado di pagare le tasse sempre più alte che esige. I ragazzi, assieme a Little John e a tutta la banda si recano alla fattoria del bambino per combattere a fianco della sua famiglia contro Alwine; fatta subito innalzare a mo' di barriera un'alta palizzata, poco dopo giunge il barone a dare il via all'assedio. Una gran ruota dentata esce dal marchingegno costruito da Alwine ed abbatte tutte le difese; mentre un'altra ruota s'appresta ad uscire dal macchinario il bambino si mette a difesa di traverso in mezzo alla strada e tutto ad un tratto - mentre Robin sta accorrendo per portarlo in salvo -, come se si fosse trattato d'un miracolo piovuto dal cielo, il proiettile infuocato esplode distruggendo in mille pezzi l'arma del barone. Subito dopo Marian cade a terra svenuta. |                   |         |
| 24 | Cleo si vendica 「黒い衣の聖女」 - kuroi koromo no seijo | 3 febbraio 1991   |         |
| 24 | Mentre sta cercando di svignarsela dalla città vestito da fioraia, Robin viene messo con le spalle al muro dai sicari del barone; fortunatamente per lui compare una giovane donna la quale con tono autoritario li fa allontanare di gran carriera. Ella si chiama Cleo e studia in un convento; porta il ragazzo in una locanda e comincia a curargli amorevolmente le ferite: Robin ne rimane fortemente affascinato. Ristabilitosi gli regala per ricordo una croce da portare al collo; lo proteggerà dai pericoli ed aiuterà a superar gli ostacoli. Alle porte del castello il cavallo imbizzarrito di Gilbert si calma di colpo all'arrivo di Cleo e subito il barone le fa credere che il cavaliere, suo fratello, sia stato assassinato a tradimento e con l'inganno dall'erede degli Huntington. Intanto, consigliato da Mutch, Robin torna - portando con sé un gran mazzo di fiori - al ponte dove lui e la ragazza si sono lasciati, sperando così di poterla presto nuovamente rivedere: Marian nel frattempo è ancora scossa per il pericolo corso dal ragazzo, ed è anche gelosa di Cleo. Incontratisi a metà del ponte Cleo tenta di pugnalarlo, ma per gran fortuna, la croce che gli aveva regalato gli salva la vita! Arrivano i cavalieri della rosa nera, ex scudieri di Gilbert, che riportano Cleo al castello e lasciano il nostro eroe in lacrime sul ponte. |                   |         |
| 25 | Odio ed amore nella foresta 「激戦！黒薔薇騎士団」 - gekisen! kuro bara kishidan | 10 febbraio 1991  |         |
| 25 | Il barone fa installare una barriera doganale ai margini della foresta, per imporre così una nuova tassa di transito agli abitanti della città. Rimasto leggermente ferito al petto, Robin non riesce a riprendersi dal trauma causato dall'aver saputo che Cleo è la sorella di Gilbert e che ella crede sia lui il responsabile della morte del congiunto; la donna intanto ha assunto il comando dei cavalieri neri e la banda della foresta, che prova ad attaccarli, se la vede brutta. Per metter fuori uso il casello doganale Little John escogita un piano, far rotolare dalla cima della montagna dei massi a valle contro il posto di blocco. Sorpresi dai cavalieri neri, vengono da questi stranamente aiutati; Marian si slancia contro il barone, poi giunge anche Robin a dar manforte. Cleo però gli si para davanti e sta per colpirlo quando Marian, cercando di salvare il ragazzo, riesce a scatenare un terremoto che toglie di mezzo la rivale e permette al contempo ai ragazzi di mettersi in salvo. |                   |         |
| 26 | Quiete dopo la tempesta 「嵐の中の二重奏(デュエット」 - arashi no nakano nijūsō deyuetto | 17 febbraio 1991  |         |
| 26 | Molto preoccupati, ma anche spaventati, per quanto è appena accaduto a Marian, Robin e Will si recano da Tuck a chiedere una sua opinione; il buon frate spiega che l'equilibrio interiore della ragazza si è spezzato a causa dell'odio nei confronti del barone che ha preso il sopravvento nel cuore di lei: se l'armonia non verrà preso ristabilita rischia d'esser travolta dal male e perdersi definitivamente. Incappata nel barone Marian provoca un'ondata che mette fuori combattimento la sua scorta, le si stacca però la croce d'oro che portava gelosamente al collo la quale cade così nelle mani del barone. L'uomo viene inseguito per tutto il bosco fino al suo accampamento, Mutch e Little John li vedono e corrono ad avvisare Robin: superato anche il posto di guardia la ragazza, che pare essere oramai posseduta da un'autentica forza demoniaca, affronta Alwine - che terrorizzato si getta a terra implorando pietà e restituendole la croce - decisa ad eliminarlo. Neppure davanti a Robin arretra d'un passo, sembra invece non riconoscerlo affatto ed arriva a produrre una tromba d'aria che lo spazza via con violenza. Con tutta l'energia rimastagli in corpo Robin rimette la croce al collo di Marian e la ragazza si lascia cadere tra le sue braccia, con gli occhi pieni di amore, affetto e gratitudine per Robin: la forza del suo amore l'ha salvata. |                   |         |
| 27 | Un trovatello a Sherwood 「おっぱい大作戦！？」 - oppai daisakusen!? | 10 marzo 1991     |         |
| 27 | I soldati del barone fanno razzia al paese, chi non ha i soldi per pagare le tasse sarà spogliato di tutti i propri averi. Una madre disperata è costretta ad abbandonare dentro una cesta, che lasci in mezzo al bosco, il proprio neonato. Trovato dalla banda della foresta, il piccolo sembra provare subito un'istintiva simpatia nei confronti di Little John, l'unico che riesce a farlo ridere felice; mentre Mutch si occupa di cambiargli i pannolini e pulirlo, Little John pensa di farne il proprio erede. Ma quando il ragazzo si reca alla vicina fattoria per procurarsi del latte, non trova nulla, essendo stato tutto già depredato per ordine del barone. Intanto Robin, Marian e Will difendono la popolazione delle campagne dai soprusi sempre più frequenti e, recuperato il maltolto dalle mani degli sgherri di Alwine, restituiscono tutto ai legittimi proprietari: davanti all'esempio dato loro da Robin e gli altri, i contadini trovano il coraggio per ribellarsi e cacciano i soldati dalle loro terre. Infine la madre del neonato torna pentita a recuperare la figlioletta; il povero Little John a malincuore deve consegnargliela, ma scappa via piangendo. |                   |         |
| 28 | La nave volante 「天翔る山賊根性」 - ten kakeru sanzoku konjō | 17 marzo 1991     |         |
| 28 | Dopo uno dei tanti tentativi falliti volti a fargli prendere il volo come un uccello, Tuck racconta ai ragazzi la leggendaria storia della nave volante, capace di stare in aria sfruttando la poderosa forza del vento ed in grado di raggiungere luoghi lontanissimi. La nave celeste si troverebbe proprio sulla cima della montagna più alta, là ove nasce il vento. Robin, Marian, Will, Little John e Mutch, senza ascoltare oltre il frate che li sta avvisando dei numerosi pericoli e difficoltà da superare per poter raggiunger la meta, corrono immediatamente verso la cima del monte. Dopo molti ostacoli rimangono in gara solo Robin e Little John ma, giunti in vetta, un impetuoso colpo di vento li spazza via facendoli rinvenire poco dopo nuovamente nel bosco, non prima però d'esser riusciti a scorgere una specie di disco volante alzarsi in volo...e rendersi conto che oramai, sono diventati inseparabili! |                   |         |
| 29 | Un futuro romantico 「そよ風の恋占い」 - soyo kaze no koi uranai | 7 aprile 1991     |         |
| 29 | Tuck sta provando a leggere il futuro con i tarocchi e a Winnifred capita la carta simboleggiante l'amore; alla bambina il destino sembra prospettare una storia molto romantica. Subito dopo le capita di aiutare un ragazzo ferito che sta fuggendo da tre uomini armati a cavallo; Little John, appena saputo che la ragazzina ospita un bellissimo giovane, s'ingelosisce: questi, di nome Duncan, afferma di lavorare in un circo. Gl'inseguitori sono dei cacciatori di taglie alla ricerca del pericoloso bandito esperto nel rubare soltanto ai ricchi proprietari terrieri: i tre fanno prigioniera Winnifred nel tentativo d'intrappolare Duncan ma egli è spalleggiato da Robin e Little John i quali, liberata la ragazzina, lo aiutano a dileguarsi indisturbato. |                   |         |
| 30 | Guerra all'avido barone 「奇襲！お宝強奪隊」 - kishū! o takara gōdatsu tai | 14 aprile 1991    |         |
| 30 | Robin e Little John si mettono d'accordo per impossessarsi della carrozza, che deve transitare ungo la via del bosco, contenente tutto l'oro fatto portar via dal barone ai propri sudditi. Ma i ragazzi ancora non sanno che i cavalieri neri sono stati assunti per scortarla; inoltre all'imbocco del bosco si presentano ben due carrozze. Little John e Robin riescono ad entrare in quella nera condotta da Cleo e i suoi uomini, ma trovano solo casse vuote e Robin deve scontrarsi con Cleo. Riescono in seguito ad impossessarsi anche dell'altra, quella rossa; ma una volta aperta ci trovano però mucchi di pietre: capiscono così d'esser stati presi per il naso da Alwine. |                   |         |
| 31 | La rivincita dei banditi 「お宝強奪隊の逆襲」 - o takara gōdatsu tai no gyakushū | 21 aprile 1991    |         |
| 31 | Alwine è riuscito ad ingannare tutti; si è tenuto il denaro pagato dalla popolazione facendo credere che siano stati i banditi della foresta a rubarlo, facendoli così in definitiva passare per nemici del popolo e volgarissimi ladri: neppure i cavalieri neri sanno nulla e pensano d'ave fallito la missione loro affidata. Ma i ragazzi, decidono di render giustizia alla povera gente e recuperare, costi quel che costi tutto il denaro. Mutch, travestita da damigella di corte, si reca alle cucine del castello a vender funghi dalle doti soporifere: hanno così libero accesso. Divisi in due gruppi uno si dirige alle segrete (ma vi trova solo una statua che ritrae il vescovo), l'altro va verso la camera di Alwine; sotto al suo letto s'apre un passaggio segreto e Robin coi suoi compagni vi s'introduce. Dopo aver svuotato il deposito all'avido barone prendono la via di casa ma, presto inseguiti dalle truppe armate del castello, Robin con gioia comincia a gettar il denaro alle persone del borgo. Alwine si ritrova senza baffi, che gli son stati tagliati da Mutch nel sonno, mentre il vescovo vede la propria statua irrimediabilmente rovinata (che infatti ritrae il caro Little John!XD). |                   |         |
| 32 | Barbara e Kirk 「封印された心」 - fūin sareta kokoro | 28 aprile 1991    |         |
| 32 | Alwine vuol far rimettere in funzione la vecchia miniera dismessa a monte del fiume, chiusa vent'anni addietro dal precedente governatore in quanto danneggiava l'equilibrio naturale del bosco, per vedere se è ancora possibile sfruttarla. I ragazzi incontrano Kirk, il minatore addetto all'ispezione del sito; egli deve controllarne lo stato attuale e s'appresta perciò a far un sopralluogo. Barbara segue l'uomo, somigliante al padre perduto poco dopo giunge anche una scorta militare di cui fa parte anche Cleo. Dopo aver aperto l'ingresso, che era sbarrato on tanto di lucchetto, Kirk addentrandovisi trova la sorgente del fiume che scorre attraverso il bosco; ben presto si rende conto che nella miniera vi sono sostanze tossiche che possono inquinare la falda acquifera. Ma il capitano delle guardie, che ha l'ordine di portar al castello tutto ciò che di prezioso vi avessero trovato, per costringere il minatore a sovraintendere ai lavori, minaccia di far del male a Barbara; Cleo, che ha fatto amicizia con la bambina, interviene in suo aiuto. Robin si presenta ed affronta i soldati ma, durante lo scontro, Kirk rimane colpito a morte; un crollo ostruisce nuovamente l'ingresso. Alwine ordina ai cavalieri di rapire Marion, mentre i pesci cominciano a galleggiare morti sul fiume. |                   |         |
| 33 | Robin e Cleo si riconciliano 「嵐にかけた願い」 - arashi nikaketa negai | 5 maggio 1991     |         |
| 33 | Tuck avvisa i ragazzi di non avvicinarsi più alle acque del fiume, essendo diventate pericolose. Robin, deciso una volte per tutte a chiarire la situazione che lo vede contrapposto a Cleo, vuole andare a parlare con lei da solo; nel frattempo Marion, che è molto preoccupata per il giovane eroe, gli scrive una lettera (quasi d'amore) e persa nei suoi pensieri, si lascia aggredire dai cavalieri neri. Incontratisi sotto la pioggia scrosciante nel bel mezzo del bosco, sia Robin che Cleo vengono travolti dalle acque tracimanti che hanno prodotto un'alluvione. Intanto un cavaliere mascherato affronta i rapitori di Marion mettendoli presto fuori combattimento: è Gilbert, che purtroppo è sopravvissuto alla caduta nel burrone! Robin nel frattempo aiuta Cleo rimasta impigliata sotto un tronco tra le acque ed infine riesce finalmente a raccontarle tutto; la donna viene così a conoscenza di come si sono svolti i fatti quel giorno e si riconcilia con lui, capitandole anche di leggere le dolcissime parole sulla lettera di Marian. Gilbert, che porta in braccio Marion priva di sensi, rivede la sorella abbracciata a Robin svenuto, grazioso come un angelo! |                   |         |
| 34 | La ricomparsa di Gilbert 「復讐の黒い霧」 - fukushū no kuroi kiri | 12 maggio 1991    |         |
| 34 | Terminata la tempesta tutti gli alberi della foresta emanano una luce dorata strana ed abbagliante. Il barone fa trasportare all'esterno del castello il suo "drago mangiafuoco" e con esso si accinge ad invadere il bosco, mentre il vescovo viene a sapere del tesoro misterioso celato in esso. Robin ha proposto a Cleo di rimanere a vivere assieme a lui, ma prima di far ciò la donna vuole andar a spiegare la nuova situazione venutasi a creare ai cavalieri neri, per convincerli a desistere una volta per tutte dai loro propositi di vendetta: non viene però ascoltata. Mentre stanno affrontando per l'ennesima volta Robin, ecco comparire Gilbert che li blocca: lui stesso però, essendo di testa dura e cuore duro sfida in un duello il ragazzo. Ferito ad una gamba Robin sta per svenire quando interviene Marian, che dalla sua croce alza improvvisamente una fitta nebbia che fa scomparire entrambi i contendenti alla vista altrui. |                   |         |
| 35 | I tempi della giovinezza 「もうひとつの青春」 - mōhitotsuno seishun | 19 maggio 1991    |         |
| 35 | Per salvare Robin, che sta per esser colpito da un brutto ceffo, Tuck gli si getta addosso facendogli scudo col proprio corpo e rimanendo gravemente ferito alla schiena da una freccia. Mentre sembra che la foresta stia inesorabilmente morendo a causa delle sostanze velenose fuoriuscite dalla miniera Tuck, portato al rifugio, inizia a raccontare dei tempi della propria infanzia, quando aveva l'età di Robin ed era in stretti rapporti d'amicizia sia col padre dell'eroe, George, sia con Alwine. Un giorno, dopo aver invitato anche Alwine, George, Tuck e la bella Mary s'erano avviati verso il bosco e qui il giovane futuro barone scoprì il filone del rame dorato, ma, nel tentativo d'appropriarsene, cadde malamente e si ruppe una gamba. Istigato anche dai genitori, e roso dalla gelosia nei confronti di George a causa dei propri sentimenti non corrisposti verso Mary, accusò il vecchio amico d'averlo spinto di proposito a tradimento: il padre lo mandò poi a studiare nella capitale presso un mercante senza scrupoli a cui confidò ciò che aveva trovato nel bosco. |                   |         |
| 36 | La miniera di rame 「もうひとつの誓い」 - mōhitotsuno chikai | 26 maggio 1991    |         |
| 36 | Tutti gli animali del bosco, gli alberi e i fiori stanno morendo e la situazione peggiora a vista d'occhio. Tuck continua il suo racconto: aprirono così la miniera per lo sfruttamento del rame, mentre le acque torbide dello scarico continuarono senza sosta ad avvelenare i pesci e la vegetazione di un ampio tratto del fiume. George, deciso più che mai ad impedire quello scempio con tutte le proprie forze, quella notte per la prima volta in vita sua penetrò nell'armeria del castello e prese quello che sarebbe diventato il suo arco: da quel momento in poi, con enorme costanza e lontano da sguardi indiscreti, si allenò all'arte della lotta La via che conduce al bosco era stata nel frattempo fatta sbarrare; poco dopo uno dei servitori di George venne condannato l'impiccagione per esservi penetrato alla ricerca di erbe mediche per poter curare il figlioletto malato, ma un cavaliere mascherato a cavallo lo libera tra il ripudio degli spettatori. Dopo aver ricevuto una lettera da parte di Tuck contenente l'analisi effettuata sulle acque, giunge l'inviato e il sovrano per appurare l'effettiva situazione: questi finisce col dar l'ordine di chiudere immediatamente il giacimento. George e Mary, diventati adulti, si unirono in matrimonio mentre Alwine passò sotto la protezione del governatore, giurando eterna vendetta contro entrambi. Nel bosco sbocciò l'amore tra i suoi genitori, qui costruirono una profonda amicizia con Tuck; Robin non permetterà che ora Alwine possa rovinare tutto. Anche a costo della sua stessa vita continuerà senza tregua a lottare, in quanto la giusta causa è con lui. |                   |         |
| 37 | Fuoco e fiamme nel bosco 「シャーウッドの燃える日」 - shauddo no moe ru nichi | 2 giugno 1991     |         |
| 37 | Cleo si reca dal fratello per informarlo della verità, del fatto che sono stati ingannati nei confronti di Robin, ma questi è sordo ed insensibile ad ogni spiegazione; intanto la foresta è ormai stretta in una morsa mortale, interamente avvolta dalle sostanze velenose che stanno distruggendo ogni forma di vita: anche il piccolo Fang è gravemente malato. Cleo e i suoi compagni, al cospetto di Alwine, scoprono infine le autentiche mire del barone - impossessarsi del tesoro del bosco - e vengono fatti prigionieri. Col suo "dragone sputafuoco" potenziato il barone parte alla volta della foresta abbattendo tutto quel che si trova davanti; neppure la barriera di pietra costruita dai ragazzi per ostacolarne il cammino sortisce alcun effetto ed intanto Cleo viene tenuta in ostaggio all'interno della macchina da guerra. Una botte esplosiva provoca un incendio che velocemente divampa in ogni direzione, mentre anche Marian è catturata da Alwine il quale ha notato una luce misteriosa emanare dalla croce d'oro della ragazza ed indicare un certo luogo: è convinto d'aver trovato l'ubicazione del tesoro. Ancora una volta Gilbert e Robin si trovano l'uno di fronte all'altro, ma finalmente, per la prima volta, l'uomo perde: il crepitio delle fiamme tutt'attorno si fa assordante. |                   |         |
| 38 | Il tesoro del bosco 「森の財宝」 - mori no zaihō | 9 giugno 1991     |         |
| 38 | La foresta sta morendo per colpa della cupidigia degli uomini, Tuck e Fang sono sempre a letto in cattive condizioni, assistiti da Winnifred e Barbara. Mentre Gilbert tiene occupato Robin duellando con lui Alwine, assieme alle due prigioniere ed al vescovo, si dirige velocemente a cavallo verso la fonte del bagliore magico; nei pressi del grande albero si trovano di fronte ad una grotta e vi s'introducono. Davanti al passaggio ostruito si mettono a tagliar le radici, ma queste iniziano a prender vita attaccandoli. Mentre la banda di Little John tenta con tutte le forze di domare l'incendio Robin, sfuggito a Gilbert, è riuscito a seguir le tracce del barone e presto s'affaccia anche lui al cuore sotterraneo della foresta, stracolmo d'oro e pietre preziose. Il vescovo ed il barone cominciano a discutere animatamente sulla spartizione del bottino, con Robin nuovamente impedito dall'attacco portatogli contro dal fratello di Cleo; infine, col vescovo intento ad accaparrarsi l'oro, Alwine inizia la scalata del tronco sulla cui cima sta la sfera della vita che dona il "Potere". Ma non appena la tocca un terremoto apre la terra e sorge una colonna di luce dorata. |                   |         |
| 39 | La riconciliazione 「十字架に祈りを込めて」 - jūjika ni inori wo kome te | 16 giugno 1991    |         |
| 39 | Una forza occulta attrae Alwine e il vescovo verso l'alto, facendoli presto svanire all'interno d'una strana parete vegetale; poi accade la stessa cosa anche a Marian e a Cleo. All'esterno continuano senza sosta i tentativi di arrestare il propagarsi dell'incendio, ma anche Little John rimane ferito per proteggere Mutch; intanto Gilbert riesce a scoccare una freccia dall'arco di Robin e a colpire la sfera della vita, e viene immediatamente risucchiato ed assorbito anche lui. Con la croce d'oro che Marian ha lasciato cadere ai suoi piedi, Robin invoca il perdono di "Madre Natura". Ed ecco che dal rubino posto al suo centro fuoriescono dei raggi vorticanti che s'innalzano al cielo creando la figura di un grande albero; poi tutti si ritrovano all'interno di bolle vaganti nello spazio ed osservano estasiati il pianeta Terra dall'alto. Miracolosamente la foresta si ritrova tutta in fiore, le fiamme sono scomparse e i feriti guariscono, anche la cicatrice sulla guancia di Gilbert non c'è più; poi l'uomo, in partenza coi compagni e la sorella, si riconcilia definitivamente e finalmente con Robin. Marian, inserendo la croce d'oro nel tronco del grande albero, assieme a Robin promette di proteggere sempre la foresta. |                   |         |
| 40 | Un essere diabolico 「悪魔のささやき」 - akuma nosasayaki | 12 ottobre 1992   |         |
| 40 | Little John e la sua banda scorgono nel buio della notte due spettrali figure evanescenti somigliantissime al barone e al vescovo; Robin e i cugini nel frattempo cambiano abitazione, non essendovi oramai più nessuno a costituire un pericolo per loro. Tuck, durante uno dei suoi esperimenti di volo precipita su una colonna armata in cammino attraverso la foresta e guidata dal conte John, che si dimostra subito molto affabile e magnanimo. Alwine e il vescovo sono in realtà sopravvissuti; non essendogli rimasto più nulla, dopo esser stato ritrovato da Robin, chiede a questi di ucciderlo, per porre fine alla propria miserabile esistenza. Ma il ragazzo propone invece al barone, che appare stanco e disperato, ch'egli torni senza esitazione a fare il governatore, ma questa volta impegnandosi per esser amato e rispettato da tutti; anche Marian si trova d'accordo: tornato al castello vi trova installato il fratello del re. In nome della pace ritrovata è indetta una festa in onore di Robin e tutti i ragazzi, pur alquanto titubanti, vengono invitati a partecipare. Quella stessa notte ad Alwine viene però rivelato il vero volto del conte John, un essere spietato e senza scrupoli. |                   |         |
| 41 | Il traditore d'Inghilterra 「イングランドの反逆者」 - ingurando no hangyakusha | 13 ottobre 1992   |         |
| 41 | Il barone s'è subito messo a servizio del conte, giurandogli assoluta fedeltà; John diabolicamente aspira a prendere il posto del re, scomparso senza lasciare traccia di sé ma ora segnalato proprio nei pressi di Nottingham: Alwine ha capito che bisogna dimostrare all'esterno un volto benevolo, d'ora in poi pertanto farà finta d'esser un governante altruista e sincero! Viene indetta una gara di tiro con l'arco e tutti i ragazzi vi partecipano con entusiasmo; il barone continua a dimostrarsi gentile ed affettuoso, soprattutto nei confronti di Barbara. Capita che Robin intercetti un discorso che Alwine sta facendo al vescovo e capisca la tattica da questi adottata, ma non ne parla al diretto interessato fino a quando - invitato dallo stesso barone in una sala ai piani alti del castello - non gli propone di provare a tender il suo arco: il barone allora si svela ed approfitta dell'ingenuità del ragazzo per metterlo una volta per tutte in trappola. Gli fa credere di aver avvelenato la mela che il conte si appresta ad addentare, Robin è così costretto con una freccia a colpirla per toglierla dalle mani di John e dopo aver afferrato l'eroe, Alwine convince gli astanti che si sia trattato di un vile attentato. La gente crede in tal modo che Robin abbia cercato di assassinare il fratello del re, viene perciò ricercato come traditore del regno e il poverino, assieme ai compagni, costretto a darsi alla macchia: la loro nuova casa viene distrutta. |                   |         |
| 42 | Il lago della verità 「真実の湖」 - shinjitsu no mizūmi | 14 ottobre 1992   |         |
| 42 | Alwine fa distribuire cibo al popolo e contemporaneamente mette una nuova taglia sulla testa di Robin; Intanto arriva Thomas, ex discepolo di Tuck, venuto a far visita al vecchio maestro; si tratta d'un tipo ingegnoso che mostra loro diversi macchinari da lui inventati. Dopo aver ascoltato con estrema attenzione il racconto del ragazzo, il frate gli propone di sottoporsi ad una prova: recarsi assieme a lui al lago della verità, le cui acque han la proprietà di distinguere il bene dal male. Ma durante il cammino Robin viene aggredito da uno strano marchingegno semovente che lancia lame affilate; a questo punto il ragazzo sospetta seriamente di Thomas e del sacco che si porta appresso gelosamente, ma l'innocenza del giovane monaco viene presto a galla e Robin non può far altro che scusarsi con lui. Giunti al lago trovano l'intera banda di Little John che sguazza nell'acqua; Tuck si è preso gioco di Robin fingendo di dubitare di lui e raccontandogli la storiella delle acque che permette alle persone sincere di camminarvi sopra senza affondare. |                   |         |
| 43 | Robin & Wohall 「決闘!ふたつの正義」 - kettō! futatsuno seigi | 15 ottobre 1992   |         |
| 43 | Si presenta in città il cavalier Wohall, che combatte in nome della Giustizia; vuole occuparsi personalmente di Robin: intanto il ragazzo si è allontanato dagli amici, non volendo coinvolgerli nella sua disgrazia. Dopo essersi involontariamente scontrato con la banda di Little John, il cavaliere affronta in un regolare duello Robin il quale non può esimersi dall'accettare la sfida, più che mai certo di stare dalla parte del giusto: il ragazzo affronta l'avversario in groppa a Whitesenders, tornato per l'occasione da lui. Dopo esser stato disarcionato, gli amici provano a difendere Robin, ma lui, considerandosi sconfitto, si offre di sua spontanea volontà al cavaliere. Wohall, ammirato dall'estremo coraggio e lealtà dimostrata, risparmia il ragazzo e, dopo averlo lasciato libero, se ne va, augurandogli buona fortuna. |                   |         |
| 44 | L'uomo che porta sfortuna 「不運を呼ぶ男」 - fūn wo yobu otoko | 16 ottobre 1992   |         |
| 44 | Tra le varie persone che si cimentano nel tentativo di accaparrarsi la taglia che pende sul capo di Robin, vi è anche un povero contadino sfortunato di nome Johns che pare esser perseguitato dalla malasorte; non potendone più, per cercar di riacquistare la stima e fiducia del figlioletto, parte alla volta di Sherwood armato sommariamente. Incontrato un altro come lui, un cacciatore che lo scambia per un pericoloso ed esperto guerriero, si associano e mettono a punto una trappola per far cadere il ricercato nelle loro mani. Dopo tutta una serie d'improbabili quanto tragicomici inconvenienti, per uno strano scherzo del destino accade che Johns - autonominatosi "l'uomo che porta sfortuna" - riesca a metter sul serio al tappeto Robin; il tutto davanti agli occhi sbigottiti ma pieni d'orgoglio del figlio, che era corso alla ricerca del padre preoccupato per lui dopo aver saputo che il malvagio Robin Hood era assistito da un mostro gigantesco (Will) e da una vecchia strega (Marian). |                   |         |
| 45 | Un'affascinante fuorilegge 「憧れの女盗賊」 - akogare no onna tōzoku | 19 ottobre 1992   |         |
| 45 | Winnifred e Barbara, allontanatesi dal gruppo, sono attaccate da tre avventurieri; vengono tratte in salvo da Griselda, una giovane donna affascinante a capo di un gruppo di banditi. E' venuta fin lì appositamente per proporre a Robin d'entrar a far parte della loro banda di briganti, ammirata dalla sua bellezza e fama d'abilissimo arciere; i compagni di Griselda però, non sono d'accordo sull'avere Robin nel gruppo, considerando la sua giovanissima età: infatti il ragazzo , che rimane sempre fedele al proprio senso d'onestà, si trova costretto a rifiutare l'offerta. Recatasi al loro rifugio, le ragazze insegnano a Griselda ad impastare il pane, così da poterselo procurare da sé e non doverlo più rubare; intanto, agli occhi di Barbara, ella assume sempre più le sembianze di un'eroina, tanto da farle desiderare d'andar via con lei. Per dimostrare a Griselda d'esser pronta, ad entrar nella sua banda, Barbara aggredisce i tre avventurieri; viene aiutata da Robin e dalla nuova amica. Infine si salutano e, prima di partire, Griselda si fa promettere che casomai Robin avesse bisogno di una mano, venga a chiamarla. |                   |         |
| 46 | Big, l'imbattibile 「いかづちのビッグ」 - ikaduchino biggu | 20 ottobre 1992   |         |
| 46 | Alwine assolda Grant, un altro cacciatore di taglie, che ha la capacità di emanare un odore talmente forte da far cadere svenuto chiunque gli si avvicini troppo; messo alle strette, Robin viene salvato da un uomo affetto da amnesia: porta al collo uno strano ciondolo raffigurante un cavaliere in groppa al suo destriero e ha una particolare voglia sul braccio destro. Afferma d'essersi addentrato nella foresta mosso da un inspiegabile sentimento di nostalgia. Little John lo sorprende, addormentato e sazio, nella grotta segreta del capo, dopo aver consumato tutte le provviste immagazzinate per i tempi difficili; lo smemorato offre di lavorare per loro fino a quando non si sentiranno ripagati: a causa della sua forza possente viene ribattezzato Big l'imbattibile. Insieme ai ragazzi però, invece di derubare i viandanti, Big si mette ad aiutare e a far da scorta ai vari mercanti di passaggio ed in segno di gratitudine questi finiscono per lasciar loro parte delle proprie mercanzie. Little John sembra però non esser affatto d'accordo ed ha un acceso diverbio con Robin il quale invece approva in pieno il nuovo metodo di condotta della banda: notevolmente ingrassato, Little John comincia a far esercizi per prepararsi al duello decisivo contro l'amico del cuore. |                   |         |
| 47 | Uno sguardo pulito 「澄んだ瞳の中に」 - sun da hitomi no nakani | 21 ottobre 1992   |         |
| 47 | Mentre Little John continua imperterrito nelle sue esercitazioni per riconquistare stima e fiducia da parte dei suoi ragazzi e, nel contempo, per sfidare Robin e stabilire chi tra loro sia il più forte, Big - sicuro d'esser già stato a Sherwood - è accompagnato da Mutch, Robin e gli altri attraverso la foresta, nel tentativo di fargli riaffiorar almeno parzialmente i ricordi perduti. In seguito, mentre Little John e Robin si stanno battendo, ricompare Grant che cattura entrambi; legati saldamente ad una roccia si prepara ad uccidere Little John. Big, a cui nel frattempo è tornata la memoria, giunge giusto in tempo per salvarli, dopo che Robin è stato ripetutamente ferito per proteggere l'amico. Messo fuori combattimento l'avversario, Little John decide di riportare a casa Robin in braccio, preoccupato per la sua salute. Con questo gesto, quando Big decide di ripartire consegna il proprio medaglione a Little John: l'uomo ha riconosciuto in lui e in tutti quei bambini banditi dal consorzio civile e perseguitati dalla legge un cuore ed un'anima pura, uno sguardo e degli occhi sinceri. |                   |         |
| 48 | Condannati al patibolo 「全滅!森の山賊軍団」 - zenmetsu! mori no sanzoku gundan | 22 ottobre 1992   |         |
| 48 | Due tipi somigliantissimi a Robin e Will si mettono a fare i banditi, a rubare, minacciar la gente ed incendiar le case, non esitando neppure a scagliar una freccia contro Little John. Vengono fatti ricercare dal barone anche i compagni di Robin e i membri della banda di Little John, accusati d'esser suoi complici, cosicché ora rischiano tutti seriamente di finire sul patibolo. Mentre le spedizioni si susseguono nel tentativo di catturarli, Robin e Will decidono di smascherare i loro sosia davanti alla gente, per dimostrar la propria innocenza. Intanto la banda al completo viene fatta prigioniera e il barone, che oramai non prova più alcuna stima nei confronti del conte John (sempre più terrorizzato dal pensiero del fratello), ha in serbo un altro astutissimo piano; invece di tagliar loro la testa li grazia: vuole che smettano i fare i banditi per mettersi al suo servizio! Little John diventa così capitano della guardia reale di Nottingham, mentre Robin scova gl'impostori, che sono sempre stati al servizio del barone. |                   |         |
| 49 | Il principe del bosco 「森の王子様」 - mori no ōjisama | 23 ottobre 1992   |         |
| 49 | Mentre la preoccupazione di Robin per Little John è sempre più stressante, al nuovo capitano delle guardie viene promessa una promozione se riesce a catturarlo; così, a malincuore, con tutta la banda si reca al rifugio e Little John si mette a combattere con lui, finendo però entrambi col cadere giù dalla cascata: anche Little John pare alfine esser rimasto abbagliato dal miraggio del potere. Intanto il barone ha notato al collo di Mutch il medaglione di Big, che gli era stato regalato precedentemente dal capo; capisce subito che si tratta dello stemma reale e cerca di approfittare della situazione, anche contro lo stesso conte John. Usando come ulteriore prova un livido a forma di toro che vede sul sedere del bambino (lasciatogli da una bastonata di Little John) identico alla voglia impressa sul braccio del re, Alwine convince Mutch del fatto che lui è in realtà un principe e che è destinato a succedere al trono in qualità di sovrano d'Inghilterra. Dopo aver messo del veleno sul vino destinato al conte manda il vescovo a versarglielo, ma a questi manca il coraggio e scappa nella foresta. |                   |         |
| 50 | La decisione 「さよならの決意」 - sayonarano ketsui | 26 ottobre 1992   |         |
| 50 | Si cominciano a buttar giù le case della povera gente per far posto alla futura strada imperiale di Nottingham ed Alwine pregusta già il momento il cui il proprio castello assurgerà a centro politico della nazione e lui, divenuto duca, governerà nei fatti al posto del re ragazzino: davanti alla popolazione spaccia così Mutch per il figliolo del re scomparso e quindi come suo legittimo successore. Anche il vescovo, che è corso a raccontar tutto ai ragazzi, ha infine compreso che il barone l'ha sempre e solo usato per portar avanti i propri scopi e ambizioni di potere. Dopo essersi confidati reciprocamente, Robin lascia Marian disperata e preoccupata per lui e si dirige verso la città - vuole far ragionare l'amico del cuore-; poco dopo la ragazza lo segue, provando a risvegliare gli abitanti dal torpore morale in cui appaiono esser caduti: raggiunta dagli amici e da Tuck, proseguono tutti assieme. L'assistente del conte John gli ha intanto voltato le spalle andando a mettersi al servizio di Alwine; il fratello del sovrano dovrà, volente o nolente, incoronare Mutch al posto suo. A Little John pare continuamente di vedere Robin dappertutto. |                   |         |
| 51 | L'incoronazione 「悪魔の戴冠式」 - akuma no taikanshiki | 27 ottobre 1992   |         |
| 51 | Mentre Winnifred sente sempre più la mancanza di Little John questi ha uno scontro con Robin sul ponte d'ingresso del castello, ma rimane molto colpito dalle parole che l'amico gli dice prima di lasciarlo: "Mi eri molto più simpatico quand'eri un bandito". Alwine ha deciso d'anticipare la cerimonia d'incoronazione del principe Mutch; i preparativi stanno volgendo a termine e tutto dev'esser pronto per la mattina seguente: il conte John rimane sotto ricatto del barone, questi potrebbe difatti rendere pubblico il suo tentativo di omicidio nei confronti del fratello. Intanto Tuck e gli altri continuano nel loro tentativo di convincere la popolazione ad opporsi al barone, ma invano. Robin cerca di spaventare Alwine tirandogli delle frecce da lontano, mentre Mutch è sempre più preoccupato e spaventato per tutto quel che gli sa accadendo: non vuole diventare re, è troppo pericoloso. Alla cerimonia che si sta per svolgere assistono anche il vescovo e Big camuffati; un gruppo di bambini s'allea agli amici di Robin. |                   |         |
| 52 | La scelta di Robin 「少年は永遠(とわ)に」 - shōnen ha towa ni | 28 ottobre 1992   |         |
| 52 | Il barone e il conte John, sul palco, danno inizio alla cerimonia d'incoronazione, ma vengono interrotti da Robin che minaccia direttamente Alwine; questi si fa scudo col corpo di Mutch. All'ordine del barone che ha dato ordine di sbarazzarsi dei bambini che hanno fatto irruzione nella piazza, il capitano delle guardie di rifiuta di eseguirlo; Mutch, sopraffatto, nega qualsiasi legame di sangue con la famiglia reale. D'improvviso ecco arrivare Big che si rivela essere proprio re Richard a cavallo seguito da una scorta di cavalieri, e quando Alwine prova ad accoltellare Mutch, compare Gilbert che glielo impedisce neutralizzando una volta per tutte il perfido barone. Infine tutto sembra andare per il verso giusto: Big/Richard sul trono; Gilbert suo cavaliere che combatte in nome del bene, della verità e della giustizia; Little John e Robin amici del cuore, Alwine, il vescovo e il conte John esiliati a vita per alto tradimento; Robin eroe di Nottingham, Little John e Winnifred innamorati, Robin e Marian felicemente fidanzati. Invitato a far parte dei cavalieri fidati del re, Robin rifiuta: ha scelto di vivere il resto dei suoi giorni nella foresta accanto ai suoi amici e all'amata Marian. |                   |         |